# Urumita (kommun)
Urumita är en kommun i Colombia.   Den ligger i departementet La Guajira, i den norra delen av landet, 700 km norr om huvudstaden Bogotá. Antalet invånare är 13 349.